# كريستين هان (كاتبة)
كريستين هان (بالإنجليزية: Kristin Hahn)‏ هي كاتبة سيناريو وكاتِبة ومنتجة أفلام ومخرجة أمريكية، ولدت في 1969 في أوماها في الولايات المتحدة.

## وصلات خارجية
- كريستين هان على موقع IMDb (الإنجليزية)
- كريستين هان على موقع قاعدة بيانات الفيلم (الإنجليزية)